# Wayne Grudem
Wayne Grudem (n. 1948) este un teolog și autor protestant.
Grudem este licențiat în arte la Universitatea Harvard, master în teologie al Seminarului Teologic Westminster și doctor al Universitatea Cambridge. În 2001, Grudem a devenit profesor-cercetător de Biblie și Teologie la Școala Teologică Evanghelică Trinity, unde a fost și șeful Departamentului de Teologie biblică și sistematică. Grudem este actualmente angajat la Seminarul Phoenix, Arizona ca profesor-cercetător de Biblie și Teologie. A fost președinte al Societății Teologice Evanghelice.
Grudem a servit în comitetul ce a supravegheat traducerea English Standard Version a Bibliei, iar în 1999 a fost președintele Consiliului Național pentru Masculinitate și Feminitate Biblice. Este autorul Teologiei sistematice: Introducere la doctrina biblică (Systematic Theology: An Introduction to Biblical Doctrine), care susține o soteriologie calvinistă, inspirația verbală plenară și ineranța Bibliei, dihotomia trup-suflet în natura omului și o poziția complementaristă (nu egalitaristă) a egalității sexelor. A mai scris un comentariu la Prima Epistolă a lui Petru (The First Epistle of Peter) și, împreună cu John Piper, Recuperând Masculinitatea și Feminitatea Biblice (Recovering Biblical Manhood and Womanhood).
Grudem are credințe carismatice noncesaționiste, similare celor ale lui John Piper, și este membru al Mișcării Vineyard, fiind unul din principalii apologeți și purtători de cuvânt pentru reunirea bisericilor carismatice, reformate și evanghelice.